# Näverdokument 292

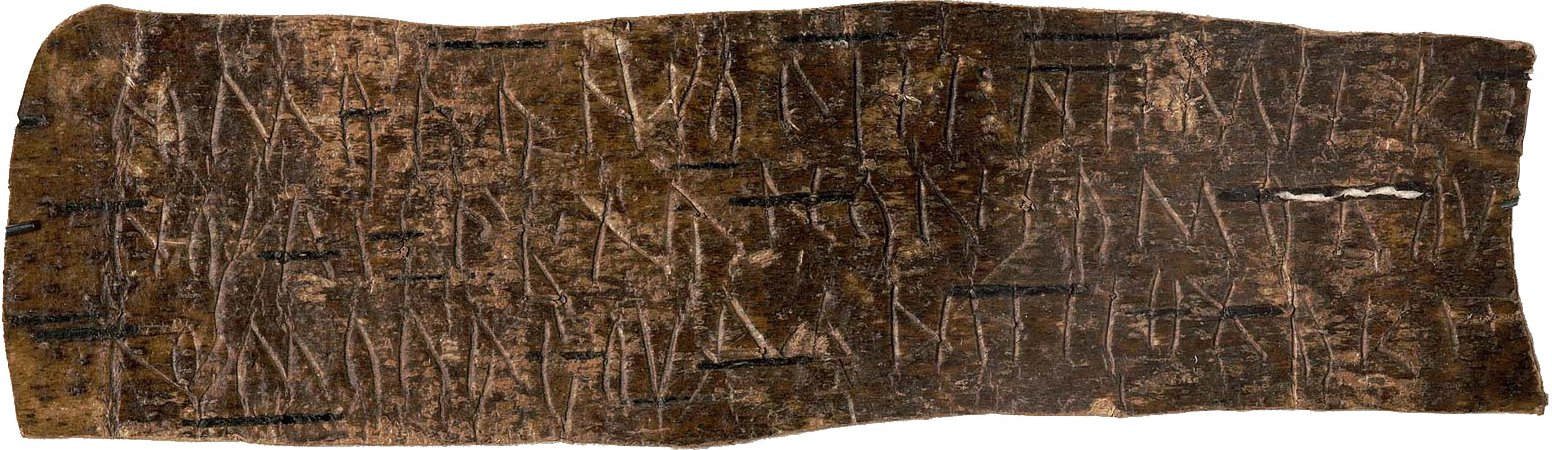
Näverdokument 292

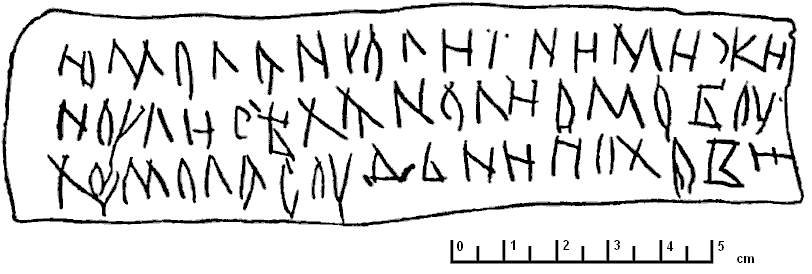
Avritning

Näverdokument 292 är det äldsta kända dokumentet skrivet på ett språk inom den finsk-permiska språkfamiljen. Dokumentet är från början av 1200-talet. Det hittades vid utgrävningar 1957 i staden Novgorod av en sovjetisk expedition ledd av Artemij Artsichovskij.
Språket som används i dokumentet tros vara en ålderdomlig form av det språk som talades i Olonets-området i ryska Karelen, närmare bestämt en dialekt av det karelska språket.

## Transkription
Texten är skriven med det kyrilliska alfabetet, språket är en karelsk dialekt av ett ålderdomligt finskt språk. En transkription av den kyrilliska texten ser ut så här:
```
юмолануолиїнимижи
ноулисѣханолиомобоу
юмоласоудьнииохови

```

## Tolkning

### av Jurij Jelisejev
Texten translittererad till det latinska alfabetet av Jurij Jelisejev 1959 samt översatt till modern finska:
```
jumolanuoli ï nimizi
nouli se han oli omo bou
jumola soud'ni iohovi

```

Ungefärlig betydelse på finska:
```
Jumalannuoli, kymmenen [on] nimesi
Tämä nuoli on Jumalan oma
Tuomion-Jumala johtaa.

```

Ungefärlig betydelse på svenska:
```
Guds pil, tio [är] ditt namn
Denna pil är Guds egen
Domens Gud leder.

```

Jelisejev hävdar att detta är en åkallan avsedd att skydda mot blixtnedslag, vilket han menar bevisas av "tio namn"-formuleringen. Enligt vidskeplig uppfattning ger kunskapen om ett föremåls namn människan makt över föremålet ifråga.

### av Martti Haavio
Dokumentets ortografi använder inte mellanrum mellan orden, vilket innebär att texten kan delas upp på olika sätt. Martti Haavio ger i en artikel från 1964 en annan tolkning, där han förmodar att texten är en ed: 
```
jumolan nuoli inimizi
nouli sekä n[u]oli omo bou
jumola soud'nii okovy

```

Ungefärlig betydelse på finska:
```
Jumalan nuoli, ihmisen
nuoli sekä nuoli oma. [
Tuomion jumalan kahlittavaksi.] 

```

Ungefärlig betydelse på svenska:
```
Guds pil, människans
pil, och [hans] egen pil. [
Att fjättras av domens Gud]

```

### av Jevgenij Chelimskij
Professor Jevgenij Chelimskij kritiserar i sin bok  från 1986 Haavios tolkning och tillhandahåller den tredje av de vetenskapliga tolkningar som gjorts av textens betydelse. Han anser, likt Jelisejev, att texten är en åkallan:
```
Jumalan nuoli 10 nimezi
Nuoli säihä nuoli ambu
Jumala suduni ohjavi (johavi?)

```

Ungefärlig betydelse på finska:
```
Jumalan nuoli 10 nimesi
Nuoli säihkyvä nuoli ampuu
Suuto-Jumala (Syyttö-Jumala)† ohjaa (johtaa?)

```

Ungefärlig betydelse på svenska:
```
Guds pil, tio dina namn
Pilen glittrar, pilen flyger
Domens Gud vägleder/visar (leder/styr?).

```

†Syyttö-Jumala kan även betyda "Anklagande Gud", "Gud som anklagar"; modern finska syyttää = att anklaga eller skuldbelägga.

### Relevant litteratur
- Jelisejev, J. S. Vanhin itämerensuomalainen kielenmuistomerkki, Virittäjä-lehti 1961: 134
- Jelisejev, J. S. Itämerensuomalaisia kielenmuistomerkkejä (Zusammenfassung: Ostseefinnische Sprachdenkmäler), Virittäjä-lehti 1966: 296
- Martti Haavio The Letter on Birch-Bark No. 292, Journal of the Folklore Institute, 1964. doi:10.2307/3814030
- Haavio, Martti, Tuohikirje n:o 292. Vanha suomalaisen muinaisuskonnon lähde, Virittäjä-lehti 1964: 1